# أيدين

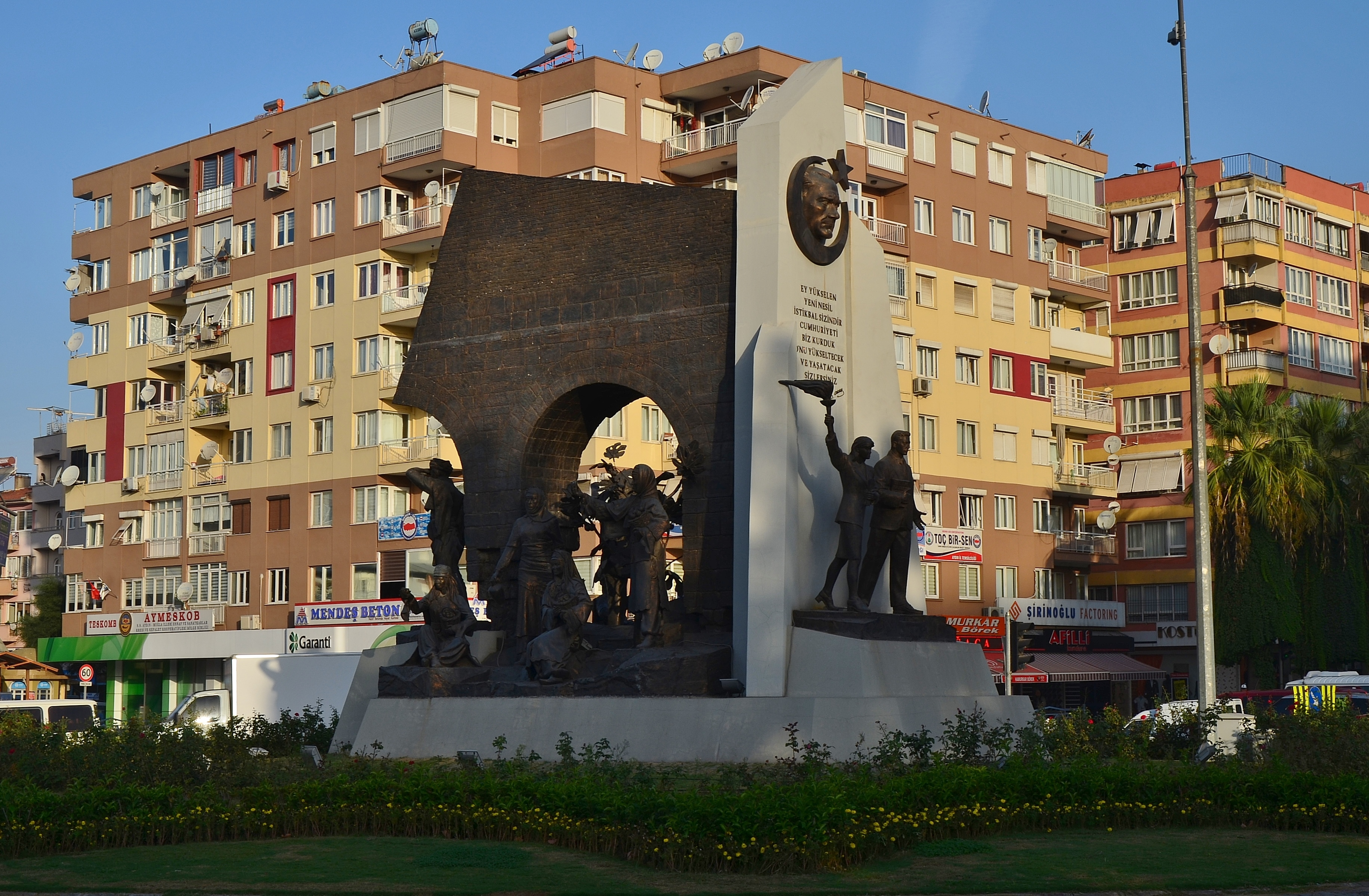
صورة لنصب تذكاري في أيدن

أَيْدَن (بالتركية: ) عاصمة ولاية أيدن تقع في غرب تركيا ويبلغ عدد سكانها حوالي 142,267 نسمة.

## الاشتقاقات
بعد الاستيلاء الأول على المدينة من قبل الأتراك تحت إمارة (بيليك) بني منتشا (مينتيشي) التي امتدت أراضيها نحو الجنوب الذي أُطلق عليها لفترة أولى اسم «كوزل حصار» وتعني حرفيًا «القلعة الجميلة» (تُعرف أحيانًا باسم جوزيل حصار). استولى أتراك الأيدنيين على المدينة فيما بعد وامتدت أراضيهم باتجاه الشمال، وأطلقوا عليها اسم سلالة أيدنيد. تعني كلمة «أيدن» باللغة التركية «واضحة، مستنيرة» وفي تطور متميز للمصطلح أصبحت تعني «مكتوبًا، ومتعلمًا، وفكريًا» باللغة التركية الحديثة. كما لا يزال اسمًا شائعًا للذكور.
في المصادر اليونانية القديمة ورد اسم المدينة على أنه أنثيا (Ανθέα) ويوانثيا (Ευανθία). خلال الفترة السلوقية سميت أنطاكية (اليونانية: Αντιόχεια). في أوقات أخرى كان يُطلق عليه أيضًا اسم سلوقية أد ماياندروم (Σελεύκεια επί του Μαιάνδρου) وإرينينا (Ερυνίνα). في العصر الروماني والبيزنطي كانت تُعرف باسم تراليس (باللاتينية) أو ترالليس (Τράλλεις باليونانية القديمة)، وكانت واحدة من أكبر مدن بحر إيجة في العصور القديمة. وهناك بعض الدلائل على أنها كانت تحمل اسم شاركس (Χάραξ) ولكن هذا الاسم ربما كان ينتمي إلى أشراكا.

## التاريخ

### العصور القديمة
وفقا لسترابو فإن تراليس تأسست من قبل أرغيفس وترالينس. سقطت المدينة مع بقية ليديا في يد الإمبراطورية الفارسية. بعد نجاحها ضد أثينا في حرب البيلوبونيسيه سعت إسبرطة دون جدوى إلى الاستيلاء على المدينة من الفرس ولكن في عام 334 قبل الميلاد استسلم تراليس للإسكندر الأكبر دون مقاومة وبالتالي لم يتم إقالته. احتفظ الجنرال الإسكندر أنتيغونوس بالمدينة من 313 إلى 301 قبل الميلاد وبعد ذلك احتفظ السلوقيون بالمدينة حتى 190 قبل الميلاد عندما سقطت في يد بيرغامون. من 133 إلى 129 قبل الميلاد دعمت المدينة أريستونيكوس بيرغامون المتظاهر بعرش بيرغامين ضد الرومان. بعد أن هزمه الرومان ألغوا حق المدينة في سك العملات المعدنية.
كان تراليس ديرًا لبعض الوقت في ظل الجمهورية الرومانية لكن أفسس حل مكانه لاحقًا. استولى المتمردون على المدينة خلال حرب ميثراداس التي قتل خلالها العديد من السكان الرومان. عانى تراليس بشدة من زلزال 26 قبل الميلاد. قدم أغسطس قيصر الأموال لإعادة إعمارها وبعد ذلك شكرته المدينة بإعادة تسمية نفسها القيصرية.
يصف سترابو المدينة بأنها مركز تجاري مزدهر، حيث تضم سكان المدينة المشهورين بما في ذلك بيثودوروس (من مواليد نيسا)، والخطباء داماسوس سكومبروس وديونيسوكليس. بعد عدة قرون، ولد أنتيميوس التراسي مهندس آيا صوفيا الموجودة في القسطنطينية في تراليس.

### المسيحية والعصر البيزنطي

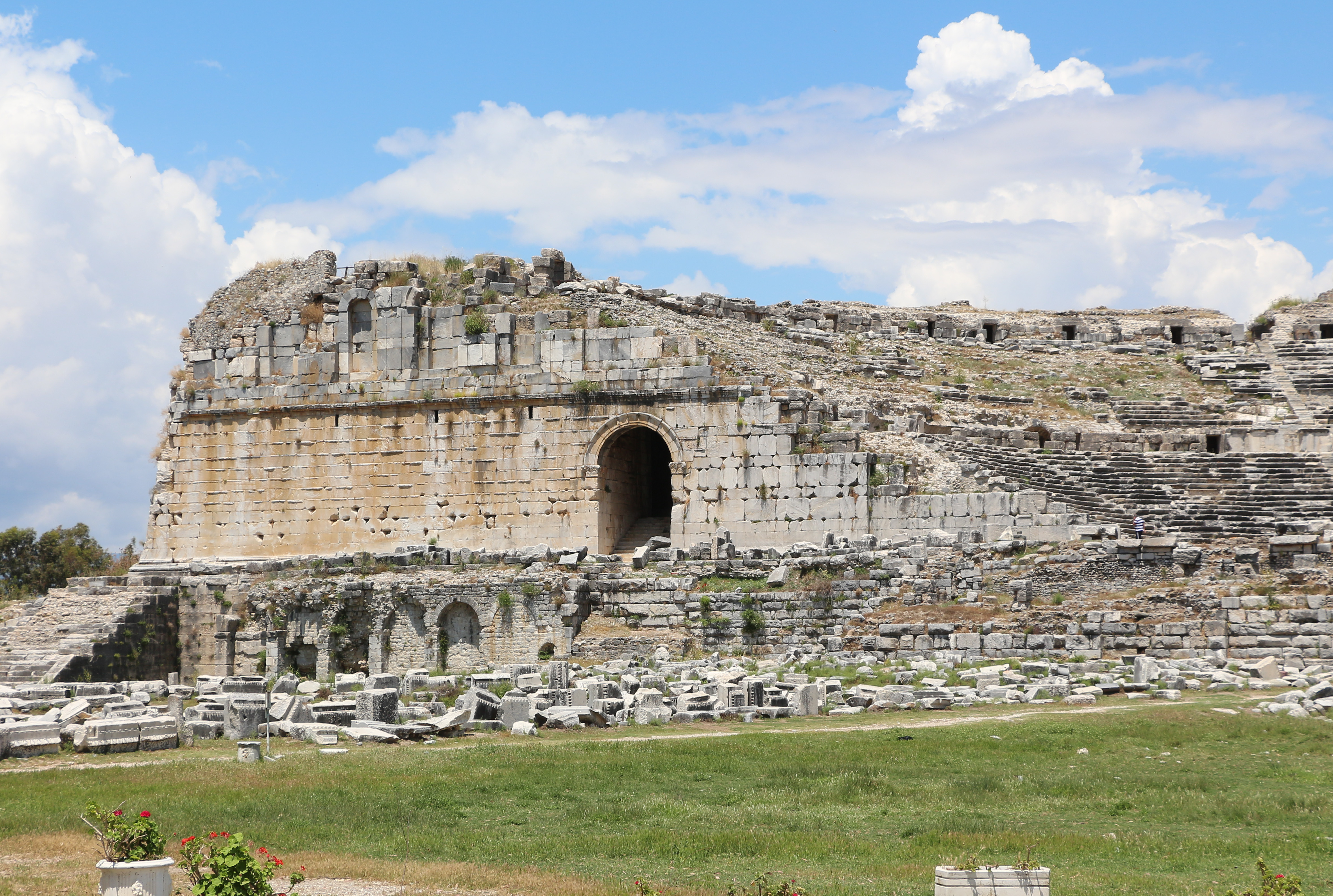
مدينة ميليتس القديمة هي مسقط رأس طاليس في مقاطعة أيدن.

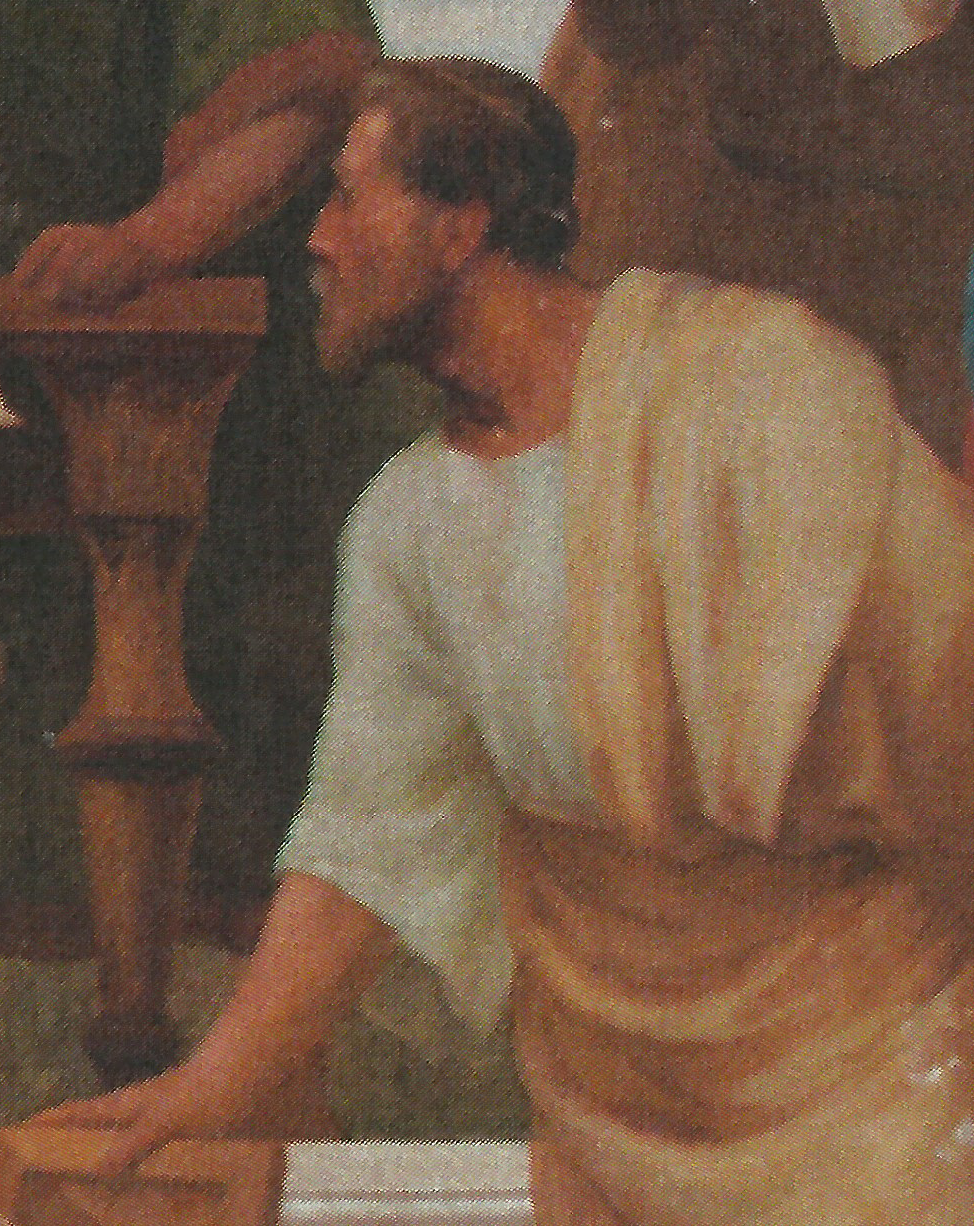
ألكسندر تراليس من ليديا أحد أشهر الأطباء القدماء.

الأسقف المبكر بوليبيوس يشهد برسالة من القديس إغناطيوس الأنطاكي إلى الكنيسة في تراليس. تم إضفاء الطابع المسيحي على المدينة رسميًا إلى جانب بقية كاريا في وقت مبكر بعد تحول قسطنطين، وفي ذلك الوقت تم تأكيد الكرسي. من بين الأساقفة المسجلين: هيراكليون (431)، مكسيموس (451)، أورانيوس (553)، مايرون (692)، ثيوفيلاكتوس (787)، ثيوفانيس وثيوبيستوس كلاهما في القرن التاسع، ويوحنا (1230). تضم الكنيسة الكاثوليكية هذه الأسقفية في قائمة ألقابها باسم تراليس في آسيا مما يميزها عن رؤية تراليس في ليديا. ولم يعيِّن أسقفًا فخريًا جديدًا لهذه الكراسي الشرقية منذ المجمع الفاتيكاني الثاني.
بعد معركة مانزكيرت عام 1071 كانت الفوضى المدنية مع الإمبراطورية البيزنطية، استولى السلاجقة على تراليس لأول مرة لكن ألكسيوس الأول كومنينوس أعاد السيطرة على المدينة بيزنطة في النصف الأخير من القرن الحادي عشر.
بحلول القرن الثالث عشر كانت المدينة مدمرة. في عام 1278 قرر أندرونيكوس الثاني باليولوج إعادة بنائها وإعادة إعمارها ليتم تغيير اسمها الآن إلى أندرونيكوبوليس، بهدف تشكيل حصن ضد التعدي التركي على المنطقة. أعيد بناء الجدران واستقر 36000 شخص من المناطق المحيطة. سياسة الاستيطان البيزنطية في القرن الثالث عشر على طول وادي ميندر تضمنت بشكل خاص التركيبة الكومانية، ومع ذلك استؤنفت الهجمات التركية بعد فترة وجيزة. كانت المدينة محاصرة وتفتقر إلى الإمدادات الكافية والوصول إلى المياه، واستولت عليها بيليك مينتيشي في عام 1284. تعرضت المدينة لدمار واسع النطاق وذبح جزء من سكانها، علاوة على ذلك تم بيع أكثر من 20.000 نسمة كعبيد.

### العصر التركي
تحت حكم بنو منتشا التي امتدت أراضيهم نحو الجنوب أعيد تسمية المدينة باسم غوزل حصار («القلعة الجميلة»). استولى الأيدنيون على المدينة فيما بعد وجعلوها واحدة من مستوطناتهم الرئيسية، ولكن ليس العاصمة.
تأسست منطقة بيليك أيدن في المنطقة عام 1307 وحكموا الأراضي الواقعة شمال نهر بويوك مندريس حتى إزمير. خلال النصف الأول من القرن الرابع عشر كان الأيدنيون نشيطين مثل العثمانيين إن لم يكن أكثر في الضغط على الجزر والأراضي الواقعة غرب الأناضول، وتسببوا في الكثير من المصاعب للبعدين البيزنطيين واللاتينيين في بحر إيجه والبر الرئيسي لليونان. تم الاستيلاء على الإمارة من قبل الإمبراطورية العثمانية الصاعدة لأول مرة قبل وقت قصير من معركة أنقرة بين العثمانيين وتيمورلنك في عام 1402، ثم أعاد تيمورلنك المحافظة إلى أبناء أيدن. أخيرًا استولى العثمانيون عليها بالتأكيد عام 1425.
أصبحت أيدن جزءًا من مقاطعة الأناضول التابعة للإمبراطورية العثمانية وذلك حتى عام 1827 عندما أصبحت مقرًا لإيالة خاصًا بها تحت اسمها، تشكل من بين أسباب أخرى للرد على الاضطرابات السائدة في المنطقة كما يتضح من تمرد أتجالي كيل محمد.(1829-1830). تم نقل المقعد إلى إزمير في أربعينيات القرن التاسع عشر ومع إلغاء إياليتس بموجب الإصلاحات الإدارية لعام 1864 أصبحت أيدن سنجق (مقاطعة فرعية) لولاية تحمل الاسم نفسه، ولا يزال مقرها في إزمير والتي تجاوزت مدينة أيدن في حجمها حيث أصبحت ميناء مزدهرًا للتجارة الدولية.
في القرن التاسع عشر استمرت أيدن في الاستفادة من موقعها في وسط وادي مندريس الخصب، ونما عدد سكانها. في ذلك الوقت إلى جانب التين وزيت الزيتون اللذين كانا محاصيل تقليدية في المنطقة نمت أهمية القطن أيضًا، حيث كان العديد من المستثمرين الأوروبيين يبحثون عن مصادر بديلة للقطن في وقت الحرب الأهلية الأمريكية.

## المناخ
يظهر الجدول التالي التغييرات المناخية على مدار السنة لأيدن:
| البيانات المناخية لـأيدين                    | البيانات المناخية لـأيدين | البيانات المناخية لـأيدين | البيانات المناخية لـأيدين | البيانات المناخية لـأيدين | البيانات المناخية لـأيدين | البيانات المناخية لـأيدين | البيانات المناخية لـأيدين | البيانات المناخية لـأيدين | البيانات المناخية لـأيدين | البيانات المناخية لـأيدين | البيانات المناخية لـأيدين | البيانات المناخية لـأيدين | البيانات المناخية لـأيدين |
| الشهر                                        | يناير                     | فبراير                    | مارس                      | أبريل                     | مايو                      | يونيو                     | يوليو                     | أغسطس                     | سبتمبر                    | أكتوبر                    | نوفمبر                    | ديسمبر                    | المعدل السنوي             |
| -------------------------------------------- | ------------------------- | ------------------------- | ------------------------- | ------------------------- | ------------------------- | ------------------------- | ------------------------- | ------------------------- | ------------------------- | ------------------------- | ------------------------- | ------------------------- | ------------------------- |
| الدرجة القصوى °م (°ف)                        | 23.2 (73.8)               | 25.2 (77.4)               | 32.4 (90.3)               | 35.4 (95.7)               | 40.2 (104.4)              | 44.4 (111.9)              | 44.6 (112.3)              | 43.8 (110.8)              | 43.3 (109.9)              | 37.8 (100.0)              | 30.7 (87.3)               | 25.9 (78.6)               | 44.6 (112.3)              |
| متوسط درجة الحرارة الكبرى °م (°ف)            | 13.2 (55.8)               | 14.7 (58.5)               | 17.9 (64.2)               | 22.5 (72.5)               | 28.1 (82.6)               | 33.3 (91.9)               | 36.1 (97.0)               | 35.6 (96.1)               | 31.9 (89.4)               | 26.2 (79.2)               | 19.7 (67.5)               | 14.6 (58.3)               | 24.5 (76.1)               |
| المتوسط اليومي °م (°ف)                       | 8.2 (46.8)                | 9.3 (48.7)                | 11.8 (53.2)               | 15.8 (60.4)               | 20.9 (69.6)               | 25.9 (78.6)               | 28.4 (83.1)               | 27.6 (81.7)               | 23.5 (74.3)               | 18.4 (65.1)               | 13.3 (55.9)               | 9.7 (49.5)                | 17.7 (63.9)               |
| متوسط درجة الحرارة الصغرى °م (°ف)            | 4.3 (39.7)                | 4.9 (40.8)                | 6.7 (44.1)                | 10.1 (50.2)               | 14.1 (57.4)               | 18.1 (64.6)               | 20.4 (68.7)               | 20.2 (68.4)               | 16.6 (61.9)               | 12.7 (54.9)               | 8.7 (47.7)                | 5.8 (42.4)                | 11.9 (53.4)               |
| أدنى درجة حرارة °م (°ف)                      | −7.6 (18.3)               | −5.4 (22.3)               | −5.0 (23.0)               | −0.8 (30.6)               | 4.6 (40.3)                | 8.4 (47.1)                | 13.4 (56.1)               | 11.8 (53.2)               | 7.6 (45.7)                | 2.0 (35.6)                | −2.0 (28.4)               | −5.3 (22.5)               | −7.6 (18.3)               |
| الهطول مم (إنش)                              | 108.2 (4.26)              | 93.3 (3.67)               | 69.9 (2.75)               | 53.3 (2.10)               | 35.5 (1.40)               | 13.5 (0.53)               | 3.9 (0.15)                | 2.3 (0.09)                | 12.9 (0.51)               | 43.8 (1.72)               | 83.9 (3.30)               | 122.8 (4.83)              | 643.3 (25.31)             |
| متوسط أيام هطول الأمطار                      | 12.2                      | 10.4                      | 9.6                       | 8.7                       | 6.3                       | 2.2                       | 0.8                       | 0.5                       | 2.1                       | 5.7                       | 8.3                       | 13.0                      | 79.8                      |
| ساعات سطوع الشمس اليومية                     | 3.6                       | 4.6                       | 5.4                       | 6.3                       | 8.0                       | 9.4                       | 10.2                      | 9.4                       | 8.2                       | 6.2                       | 4.2                       | 3.4                       | 6.6                       |
| المصدر: Turkish State Meteorological Service |                           |                           |                           |                           |                           |                           |                           |                           |                           |                           |                           |                           |                           |

## توأمة
لأيدن اتفاقيات توأمة مع كل من:
- بوغولما
- لو هافر
- Montereau-Fault-Yonne [الإنجليزية]‏
- مانشستر

## أعلام
- أسلي أوركان
- عدنان مندريس
- لالي مولدور
- ديدو سوتيريو
- يشيم بوبر